# George Savalas
George Savalas (teljes nevén George Dimosthenis Savalas) (Bronx, 1924. december 5. – Westwood, Kalifornia, 1985. október 2.) görög származású amerikai színész, Telly Savalas testvéröccse.

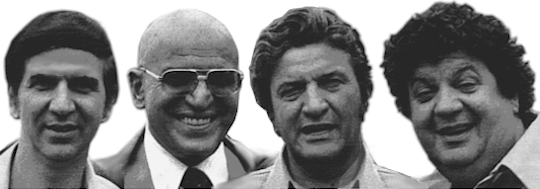
A Savalas-testvérek, balról jobbra Teddy, Telly, Gus és George

## Élete és pályája
New York külvárosában született, egy ötgyerekes emigráns családban, akik az első világháború alatt hagyták el hazájukat. Rajta és Tellyn kívül szüleinek, Aristotelis Savalasnak és Kristinának még két fiúgyermeke volt: Teddy és Gus élt a családban.
1970-ben játszott a Kelly hősei című filmben, ahol az egyik főszerepet bátyja alakította. 1973-tól ismét Tellyvel szerepelt a Kojak című krimisorozatban, ami testvérét világhírűvé tette. Itt Stavros nyomozó szerepében láthatták, akit a bátyja által alakított nyomozó hadnagy rendszeresen „Fürtöske” becenévvel illetett.
Halálát leukémia okozta, a kaliforniai Westwoodban hunyt el.
A Kojak című sorozatban Csurka László volt a magyar hangja, az újbóli szinkronizálás után Vajda László vette át a helyét. A Kelly hőseiben Horváth Pál szinkronizálta. Egyéb magyar hangjai voltak még Bácskai János, Buss Gyula és Huszár László.

## Filmjei
- 1985 – Alice csodaországban (TV-film) ... The Courtier
- 1982 – Átverés
- 1976 – Kravges ston anemo
- 1976 – Whodunnit? (TV-sorozat) ... Panellist
- 1975 – Kolchak: The Night Stalker (TV-sorozat) ... Kaz
- 1973–1978 – Kojak (TV-sorozat) ... Stavros
- 1971 – All in the Family (TV-sorozat) ... Joe
- 1970 – Az erőszak városa (Violent City) ... Shapiro
- 1970 – Kelly hősei (Kelly's Heroes) ... Mulligan
- 1969 – Egy királyi álom ... Apollo
- 1968 – Mannix (TV-sorozat) ... Sergeant
- 1968 – Rosemary gyermeke ... Workman
- 1967 – The Man from U.N.C.L.E. (TV-sorozat) ... Greek Merchant
- 1966 – Daniel Boone (TV-sorozat) ... The Warden
- 1966 – The Fugitive (TV-sorozat) ... Prisoner
- 1965 – The Slender Thread ... Pool Player
- 1965 – Dr. Kildare (TV-sorozat) ... Aristos
- 1965 – Dzsingisz kán (Genghis Khan) ... Toktoa
- 1964 – The Rogues (TV-sorozat) ... Lobo
- 1964 – Combat! (TV-sorozat) ... Cooper
- 1963 – The Virginian (TV-sorozat) ... Turnkey
- 1963 – The Dakotas (TV-sorozat) ... Pope, the Bartender
- 1963 – Ripcord (TV-sorozat)
- 1962 – G.E. True (TV-sorozat) ... Lukas

## Fordítás
- Ez a szócikk részben vagy egészben  a   George Savalas című angol Wikipédia-szócikk fordításán alapul.  Az eredeti cikk szerkesztőit annak laptörténete sorolja fel. Ez a jelzés csupán a megfogalmazás eredetét és a szerzői jogokat jelzi, nem szolgál a cikkben szereplő információk forrásmegjelöléseként.